# Œstrus
Pour l’article homonyme, voir Chaleur.

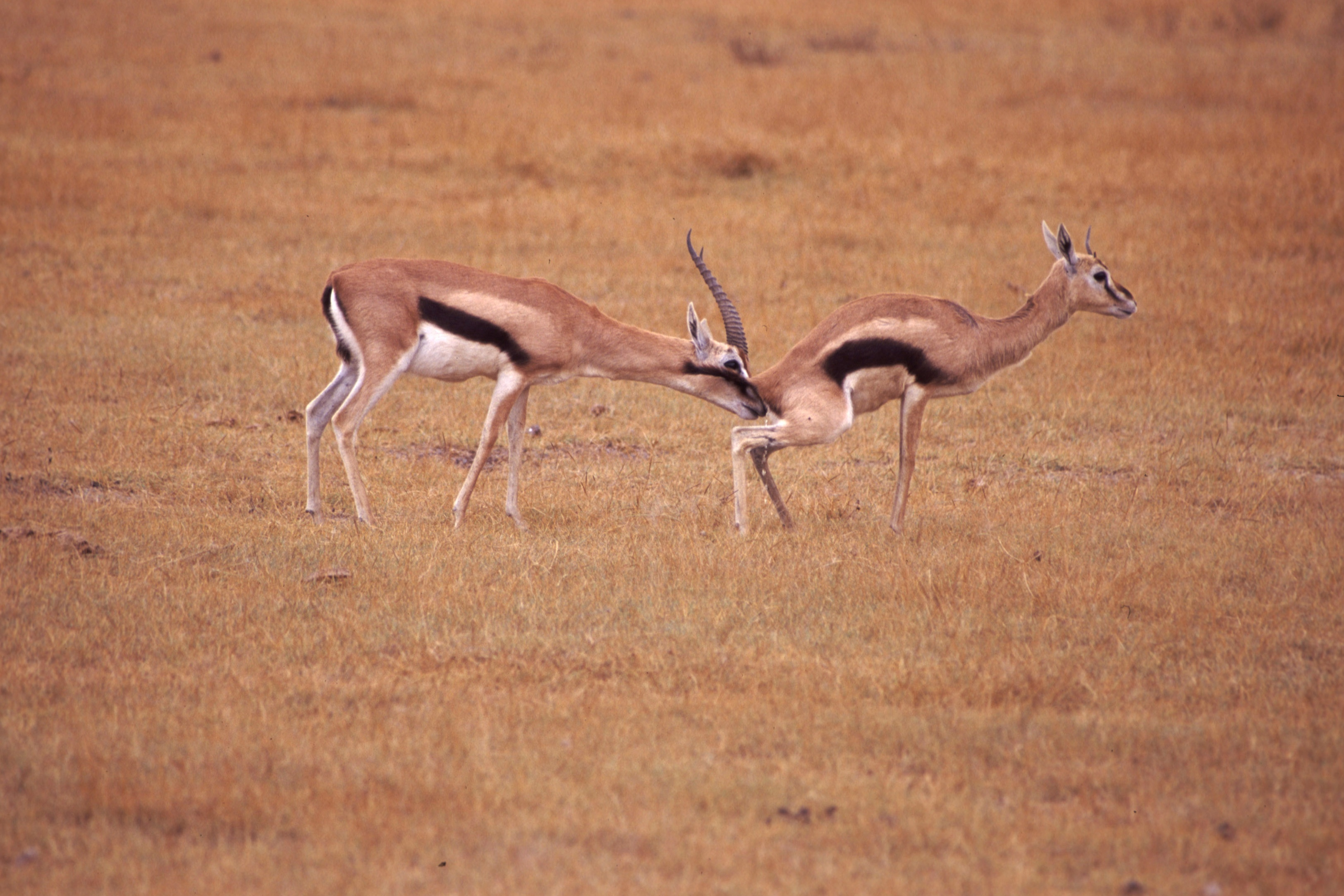
Gazelle mâle examinant si une femelle est en œstrus.

L'œstrus, ou les chaleurs, est la période durant laquelle une femelle mammifère est fécondable et recherche l’accouplement en vue de la reproduction.
Par opposition, l'anœstrus correspond à la période non fertile du mammifère. La période entre deux œstrus est appelée interœstrus.
Généralement, la période qui suit immédiatement l'œstrus et au cours de laquelle se déroule l'ovulation est appelée métœstrus (ou métaœstrus) ; viennent encore le diœstrus, au cours duquel se développe le corps jaune, et le proœstrus, qui voit ce corps jaune se résorber en vue d'un nouvel œstrus.

## Variations animales
Chez certains animaux, l’ovulation est provoquée par l’accouplement. Chez d’autres, elle accompagne ou suit l’œstrus non nécessairement accompagné d’accouplement. Chez d’autres animaux enfin, tels que l’être humain (Homo sapiens) ou certains primates, l’ovulation n’est pas déterminée par l’œstrus. Il devient alors impropre d’utiliser ce terme : l’accouplement étant possible sans discontinuité, l’œstrus n’existe pas, ou du moins ses signes ne sont pas visibles. Chez tous les animaux, il existe néanmoins une période fertile durant laquelle la rencontre du spermatozoïde et de l’ovule est optimale. 

### Chez les humains
Récemment des chercheurs en psychologie évolutionniste, dirigés par Geoffrey Miller ont mené une étude cherchant à prouver l'existence d'un œstrus chez la femme (les êtres humains étant régis par un cycle menstruel). Ils ont demandé à 18 strip-teaseuses effectuant le lap dance de noter dans un carnet de bord leur cycle menstruel ainsi que le pourboire perçu chaque soir, et ce, sur plusieurs mois. Ils se sont ainsi aperçus que durant leur ovulation, elles percevaient un pourboire jusqu'à deux fois plus élevé que quand elles avaient leurs menstruations, et toujours supérieur à celui reçu par des jeunes femmes sous contraception œstrogénique. D'un point de vue physiologique, ils ont aussi observé un affinement des traits et de la taille, ainsi qu'un élargissement des hanches durant l'ovulation. Enfin la cambrure du dos s'accentuerait. Tout le corps de la femme se modifierait pour être plus séduisant à l'homme, facilitant le processus de reproduction sexuée. 
Bien que cette expérience n'ait qu'une valeur scientifique limitée, elle tendrait à prouver selon eux l'existence de l'œstrus chez la femme.
Une compilation des travaux scientifique a été menée en 2008 et met en évidence la présence d'un œstrus chez la femme mais les différents mécanismes qui en sont à l'origine restent incertains.
Néanmoins, beaucoup de femmes perçoivent une hausse de leur libido pendant les menstruations, le désir n'étant pas nécessairement corrélé à la pénétration vaginale mais pouvant être satisfait par la stimulation clitoridienne. Même si les femmes ne sont pas en période d'ovulation, le désir est, chez l'être humain comme chez certains primates, lié à d'autres facteurs que la reproduction. Ces facteurs sont notamment l'apaisement des tensions ainsi que la sociabilité. Les études scientifiques portant sur le regard masculin lors du cycle d'ovulation féminin sont donc limitées, puisqu'elles ne prennent pas en compte le fait que chez l'être humain, le désir d'accouplement n'est pas éminemment corrélé à la fécondité de la femelle.[réf. nécessaire]

### Chez les chiens
Les chaleurs débutent avec la puberté (6  à   12 mois chez les petites races, 15  à   18 mois chez les grandes races) et ont lieu généralement deux fois par an (printemps et automne). Elles comprennent quatre phases :
- le proestrus : d'une durée moyenne de 9 jours, la vulve est enflée et les pertes sanguinolentes. Les mâles sont attirés mais généralement refusés par la femelle ;
- l'œstrus : d'une durée moyenne de 9 jours, il correspond au pic de la fertilité, l'ovulation survenant au bout de 2 jours environ. Parfois les saignements persistent mais sont plus clairs. Le mâle est accepté pour la saillie ;
- le métœstrus : durée 90 à 140 jours, deux possibilité la chienne a été saillie : il y a donc gestation suivie d'une lactation ; ou la chienne n'a pas été saillie : il peut se produire une pseudogestation avec montée de lait ;
- l'anœstrus : c'est la période pendant laquelle les organes sexuels sont au repos ; durée : 90 à 120 jours les œstrogènes augmentent lentement.

### Chez les chats
La chatte, pour qui cette période dure de 4  à   10 jours, va se livrer à de véritables danses sexuelles accompagnées de miaulements incessants et d'une position où la chatte courbe son dos, relève son arrière-train et patine des pattes arrière lors d'une stimulation à la base de la queue. Lors de ses chaleurs, le félin peut connaître entre 8  et   10 saillies par heure, saillies qui déclenchent l’ovulation de 24  à   30 heures après l’accouplement.
Contrairement aux chiennes, les chattes ne présentent pas de saignements lors de l’œstrus.

### Vache
Chez la vache, l'œstrus dure 18 heures et l'ovulation a lieu 12 h après la fin de l'œstrus. Cette période est très importante en élevage et doit être repérée par l'éleveur, devant inséminer l'animal 10  à   12 heures après l'apparition des premiers signes de chaleur.
Les signes d'œstrus chez la vache sont :
- une augmentation de la production de mucus au niveau de la vulve (peu caractéristique) ;
- une augmentation des reniflements ;
- une augmentation des contacts avec les congénères et notamment la pose du menton sur d'autres bovins ;
- la monte active (avant ou arrière) ;
- la monte passive (signe le plus caractéristique d'une période d’œstrus).

### Chez les rats
Chez la rate, le cycle a une durée de 4 à 5 jours, se découpant en proestrus (18 h), œstrus (25 h), metœstrus (de 5 à 6 h) et diœstrus (59 h).